# An Thuận, Quý Châu
An Thuận (giản thể: 安顺市, bính âm: Ānshùn) là một địa cấp thị ở tỉnh Quý Châu, Trung Quốc. Năm 2007, dân số của An Thuận là 2.543.500 người. Địa cấp thị này cũng có ngành công nghiệp liên quan đến máy bay.

## Hành chính
An Thuận bao gồm 2 thị hạt khu, 1 huyện, 3 huyện tự trị.
- Thị hạt khu (Quận): Tây Tú, Bình Bá
- Huyện: Phổ Định
- Huyện tự trị: Huyện tự trị người Bố Y, Miêu Trấn Ninh; huyện tự trị người Miêu, Bố Y Tử Vân; huyện tự trị người Bố Y, Miêu Quan Lĩnh.

Bản mẫu:An Thuận